# Milagro a los cobardes
Milagro a los cobardes es una película española estrenada el 4 de junio de 1962 y dirigida por Manuel Mur Oti, autor también del guion. No tuvo mucho éxito comercial.

## Argumento
La película muestra una recreación de la pasión de Cristo. Jesús de Nazareth es conducido ante Pilato el Domingo de Pascua en Jerusalén. Cuatro personas curadas milagrosamente intentan salvarlo. Ana y Rubén intentan liberarlo con la ayuda de un grupo de seguidores que han sido curados por el Mesías. El principal obstáculo son las dificultades para llegar a un acuerdo. En los conspiradores más que la fe pesa el egoísmo, desean liberar a Cristo porque temen que, después de su muerte, se reproduzcan sus enfermedades. Cuando es condenado comienzan a dudar de su divinidad.

## Reparto
- Ruth Romanː Ana
- Javier Escriváː Rubén
- Leo Anchórizː Eliecer
- Carlos Casaravilla
- Ricardo Canales
- Manuel Díaz González
- Paloma Valdésː Esther

## Recepción
La película formó parte de la sección oficial del Festival Internacional de Cine de San Sebastián 1961. Y en 1962 obtuvo dos premios del Sindicato Nacional del Espectáculo: el premio especial y el de mejor banda sonora (José Buenagu).